# Sphenacodontia
Sphenacodontia é o clado que inclui os Sphenacodontidae e todos os seus descendentes (incluindo os mamíferos).